# S-300
S-300 Favorit (rusko С-300 Фаворит, Favorit – favorit) je sistem zračne obrambe dolgega dosega, razvit za Sovjetske oborožene sile. Je med najboljšimi sistemi zračne obrambe v zgodovini.

## Zgodovina
Sistem S-300 je naslednik sistemov S-25, S-75, S-125 in S-200.
Oblikovalska dela za nov sistem so se začela leta 1969. Pri razvoju je sodelovalo več oblikovalskih birojev, ki so danes del koncerna Almaz-Antej. Vodilno je bilo Znanstveno-proizvodno združenje Almaz A. A. Raspletina, izstrelke je razvil Oblikovalski biro strojegradnji Fakel akademika P. D. Grušina, različico S-300F za vojno mornarico pa je razvil Morski znanstvenoraziskovalni institut elektrotehnike Altair (vsi iz Moskve). Proizvodnja je potekala v GOZ v Leningradu (različica S-300P) in ZiK v Sverdlovsku (danes Jekaterinburg) (različica S-300V). Serijska proizvodnja sistema se je začela leta 1975, leta 1978 so se končala preizkušanja in leta 1979 je bil prvi polk S-300 predan v uporabo.
Razvite so bile tri različice: S-300P za vojno letalstvo (rusko ПВО, Protivozdušnaja oborona), S-300F za vojno mornarico (rusko Флот, Flot) in S-300V za kopenske sile (rusko Войска, Vojska). Slednja ima poleg možnosti za boj proti zrakoplovom in manevrirnim izstrelkom tudi sposobnost za boj proti balističnim raketam. Mornariški sistem S-300F je nameščen na raketnih križarkah razredov Atlant in Orlan.
Nasledil ga je sistem S-400 Triumf.
Sistem S-300 je doživel ognjeni krst v drugi karabaški vojni leta 2020. Azerbajdžan je trdil da je z njim sestrelil armenskega jurišnika Su-25, Armenija pa sestrelitev več azerbajdžanskih brezpilotnih letal. Azerbajdžan po drugi strani trdi, da je z brezpilotnimi letali delno uničil armenski sistem S-300.

## Uporabniki
Sistem S-300 je v uporabi v Rusiji, Alžiriji, Armeniji, Azerbajdžanu, Belorusiji, Bolgariji, Kitajskem, Egiptu, Grčiji, Indiji, Iranu, Kazahstanu, Slovaškem, Siriji, Ukrajini, Venezueli in Vietnamu.
Sistem so kupile še ZDA (za analizo, nikoli v uporabi) in Hrvaška (kupljen in prodan, nikoli v uporabi).